# Cseh nyelv
A cseh nyelv (csehül český jazyk vagy čeština) az indoeurópai nyelvcsalád, azon belül a nyugati szláv nyelvek tagja. Legközelebbi rokona a szlovák nyelv; a két nyelv irodalmi nyelvei között kölcsönös érthetőség áll fenn, mintha egyazon nyelv két nyelvjárása lenne, ezzel szemben a szlovák nyelvjárások eltérőek a csehtől. Ugyanebbe a csoportba tartozik a lengyel és a szorb nyelv is. Két fő nyelvjárása a csehországi és a morvaországi. A legrégebbi nyelvemlékek a 13. századból valók.
A nyelvet mintegy 12 milliónyian beszélik, Csehországon kívül Szlovákiában, Németországban, Ausztriában, valamint az Egyesült Államokban és Kanadában elszórva használják.
2004. május 1. óta az Európai Unió egyik hivatalos nyelve.
Nagyon sokan nyelvjárásának sorolják be a morva nyelvet, amelynek helyzete részben politikai vita tárgya. Hogy valóban beszélhetünk-e morva nyelvről, amellett számos érvet lehet felhozni, ugyanakkor számos ellenérvet is, ez utóbbiak alapján azonban akár a szlovák nyelvet is cseh nyelvjárásnak lehetne minősíteni. Az viszont tény, hogy két évszázaddal korábban még megkülönböztették egymástól a két nyelvet és nem tekintették egyiket sem a másik dialektusának.

## A cseh ábécé
A cseh nyelvet a latin írás betűivel írják. Az ábécé:
| a | á | b | c | č | d | ď | e | é | ě | f | g | h | ch |
| i | í | j | k | l | m | n | ň | o | ó | p | q | r | ř  |
| s | š | t | ť | u | ú | ů | v | w | x | y | ý | z | ž  |

Kiolvasott alakjuk: krátké a, dlouhé á, bé, cé, čé, dé, ďé, krátké e, dlouhé é, je, ef, gé, há, chá, krátké i, dlouhé í, jé, ká, el, em, en, eň, o, ó, pé, kvé, er, eř, es, eš, té, ťé, krátké u, dlouhé ú, ů s kroužkem, vé, dvojité vé, iks, krátké ypsilon, dlouhé ypsilon, zet, žet. (A betűk kiejtését lásd alább!)
Érdemes észrevenni, hogy a ch betű a h után (nem pedig a c után) szerepel. Egyazon betű éles ékezetes alakja (é, ú) megelőzi a hacsekosat (ě) és a karikásat (ů).
A kis ď betű nagybetűs párja a Ď, a kis ť betűé pedig a Ť (felül mindkét nagybetű normális hacsekkal).
Szavak ábécébe rendezésekor a magánhangzókon nem számítanak a mellékjelek (például duben < důsledný < duševní), a mássalhangzókon azonban igen (például rýže < řád).

### Különbségek a szlovákhoz képest
A cseh nyelvet elég könnyen meg lehet különböztetni más szláv nyelvektől, de legközelebbi rokonától, a szlováktól már nem olyan egyszerű. Némely betűk azonban csak az egyik nyelvben, mások csak a másikban fordulnak elő:
| Csak a csehben: | Csak a szlovákban: |
| ě ř ů           | ä ĺ ľ ô ŕ          |

## Kiejtés
A betűk fölötti fordított háztető (ˇ) neve hacsek (csehül háček).
| Hacsekkel ellátott betűk | Hacsekkel ellátott betűk                |
| ------------------------ | --------------------------------------- |
| č                        | cs                                      |
| ě                        | je                                      |
| ď                        | gy                                      |
| ň                        | ny                                      |
| ř                        | rzs (egyszerre ejtve), zöngétlenedve rs |
| š                        | s                                       |
| ť                        | ty                                      |
| ž                        | zs                                      |

| Egyéb speciális betűk | Egyéb speciális betűk                         |
| --------------------- | --------------------------------------------- |
| a                     | rövid á                                       |
| é                     | hosszú e (!)                                  |
| h                     | zöngés h, mint a magyar noha szóban           |
| ch                    | zöngétlen, kemény h, mint a magyar doh szóban |
| l                     | a magyarnál keményebb l                       |
| s                     | sz                                            |
| ů                     | hosszú ú (kiejtése azonos az ú-val)           |
| y, ý                  | i, í                                          |

### Írási és olvasási tudnivalók
- Az i, í és az y, ý között az a különbség, hogy az előbbi lágyítja az előtte álló d, t, n hangokat, míg az utóbbi nem. A dy, ty, ny kiejtése tehát [di, ti, ni], a ti, di, ni ejtése pedig [tyi, gyi, nyi] lesz a csehben.
  - Helyesírási szabály, hogy az ún. lágy mássalhangzók után (ž, š, č, ř, c, j) i/í betűt írunk, a kemény mássalhangzók után (h, ch, k, r, g) pedig y/ý szerepel.
- Idegen szavakban az i előtti d, t, n kemény maradhat, például gramatika, [-ti-].
- Az ě kiejtése [je], a d/t/n hangokat lágyítja (dě, tě, ně: [gye, tye, nye]), a mě betűket pedig [mnye]-ként ejtjük. (Az utóbbi csak a Prága környéki irodalmi nyelvre vonatkozik.) – Az ě és az i/í betűn kívül más betű nem lágyít (szemben például a szlovákkal, itt a sima e sem lágyít).
- Az ř a cseh nyelvnek szinte egyedülálló hangja: egyszerre képzett [r] és [zs] hangot jelöl (más szóval: megemelt nyelvgyökkel képzett [r]-et).
- Az ú és ů hang kiejtésre azonos (hosszú [ú]), az utóbbi azonban a ragozás során o-val váltakozhat, illetve más szláv nyelvekben o felel meg neki. Megkülönböztetésüknek tehát nem hangtani, hanem helyesírási és nyelvtörténeti okai vannak. Továbbá előbbi csak első szótagban jelölheti a hosszú ú betű szerepét, pl.: únor (február), DE dům (ház).
- A ď és a ť betűk jele önálló karakter, nem pedig d/t + aposztróf (’). Nagybetűs formájukban (Ď, Ť), valamint kézírásos alakjukban a többi betűnél látható hacsekot (ˇ) használjuk: dͮ, tͮ.
- A zöngés mássalhangzókat szó végén zöngétlenül ejtjük (a némethez hasonlóan), például obraz [obrasz] 'kép'. A zöngétlenedés előre is hat, szón belül vagy szóhatáron át is, például v pokoji [fpokoji] 'a szobában'.
- A h és a ch hangnak jelentésmegkülönböztető értéke van; a csehek (amint a szlovákok is) kényesek a megfelelő kiejtésre.
- A magánhangzók hosszának is jelentésmegkülönböztető értéke van, ezért ügyelni kell megfelelően hosszú, nyújtott ejtésükre.
- Az ou kettős magánhangzó mindkét tagját tisztán ki kell ejteni (o-u).

## Alaktan

### Névszóragozás
A cseh névszóragozás meglehetősen bonyolult, sok ragozási osztály van (3 nyelvtani nem létezik a csehben; a főneveket kb. 15-16 szabályos séma szerint ragozzuk 14 esetben: azaz 7-7 egyes- és többesszámú alak van; természetesen a főnévvel együtt ragozódnak a melléknevek, birtokos melléknevek, névmások stb. is), és előfordulnak kivételek is.

#### Nemek
A főnevek három nembe tartozhatnak: hím-, nő- és semlegesnem. Nemcsak a természetes nemmel rendelkező élőlényeknek van nyelvtani nemük, hanem minden más főnévnek (tárgyaknak, fogalmaknak is). – A melléknevek és a számnevek a főnévvel nemben, számban és esetben egyeznek.
A főnevek nemét többé-kevésbé fel lehet ismerni végződésük alapján:
| msh.   | msh.  | a     | e     | e           | o           | í           |
| HÍMNEM | NŐNEM | NŐNEM | NŐNEM | SEMLEGESNEM | SEMLEGESNEM | SEMLEGESNEM |

A mássalhangzó végűek többsége hímnemű (a kemény msh. végűek szinte kivétel nélkül), az -a végűek nőneműek (valamint egyes lágy mássalhangzó végűek és az -e végűek egy része), az -o és -í végűek pedig semlegesneműek (valamint az -e végűek közül a többi). Néhány kivétel: místnost (helység), msh-ra végződő de nőnemű főnév, ellenpélda předseda (vezető, igazgató, elnök) ami hiába -a végű, hímnemű főnév.
A ragozás miatt meg kell különböztetni a hímneműek között élőt és élettelent, valamint mindhárom nemben kemény és lágy tövűeket.

#### Esetek
A csehben hét névszói esetet tartanak számon. Nevük és kérdőszavaik az alábbiak:
- alany- (nominatívusz): ki, mi? = kdo, co?
- tárgy- (akkuzatívusz): kit, mit? = koho, co?
- birtokos (genitívusz): kinek, minek a valamije? = koho, čeho?
- részeshatározó (datívusz): kinek, minek? = komu, čemu?
- elöljárós (lokatívusz): kiről, miről? = o kom, o čem?
- eszközhatározó (instrumentális): kivel, mivel? = s kým, s čím?
- megszólító (vokatívusz): kit, mit szólítunk meg?

### Igeragozás
Három fő igeragozási típust különböztetnek meg, melyek közül az egyiknek két altípusa van aszerint, hogy töve egy szótaggal bővül (ezt néha önálló típusnak tekintik, és négy fő típusról beszélnek).
|      | Főnévi igenév | Egyes szám        | Egyes szám | Egyes szám | Többes szám | Többes szám | Többes szám        | Jelentése |
| 1.   | Főnévi igenév | 2.                | 3.         | 1.         | 2.          | 3.          |                    | Jelentése |
| I.a  | číst*         | čtu               | čteš       | čte        | čteme       | čtete       | čtou               | olvas     |
| I.b  | studovat      | studuji (studuju) | studuješ   | studuje    | studujeme   | studujete   | studují (studujou) | tanul     |
| II.  | dělat         | dělám             | děláš      | dělá       | děláme      | děláte      | dělají             | csinál    |
| III. | mluvit        | mluvím            | mluvíš     | mluví      | mluvíme     | mluvíte     | mluví              | beszél    |

- Az I.a típus főnévi igeneve (csillaggal jelölve) alakilag különféle lehet. Egyaránt ide tartozik például: jít (jdu), jet (jedu), psát (píšu), pít (piju), mýt se (myju se). (Zárójelben az egyes szám első személyű alakok szerepelnek, amelyek már szabályosak.) Ezeknél tehát a főnévi igenév mellett mindig valamelyik személyragos alakot is ismerni kell.
- Az I.b típusnál egy dobozban helyenként két alak is látható: a zárójeles a köznyelvi változatot jelöli. Ezeket elsősorban felismerés szintjén érdemes tudni. (A köznyelvi változat észrevehetően a másik altípus hatását mutatja.)
- A II. típusnál az á helyenként hosszú a főnévi igenévben (például znát).
- A legnagyobb figyelmet általában az egyes szám első és a többes szám harmadik személy igényel; a többi alak lényegében szabályos.

### Megszólító eset
- Kizárólag akkor használatos amikor megszólítunk valakit. A főnevek (és nevek) deklinációját az alábbi táblázatokban foglaljuk össze, magától értetődően csakis a hím-, és nőneműekét (ugyanis a megszólító esetet semlegesnemű/élettelen főneveknél nem használatos).

| Hímnem           |     |                       |
| kemény tövűek    | -e  | studente, pane        |
| -k,-h,-ch végűek | -u  | tatínku, Nováku       |
| -r végűek        | -ře | Petře, bratře         |
| lágy tövűek      | -i  | muži, učiteli, Tomáši |
| -ec végűek       | -če | otče                  |

- Kivételek vannak, például: Pavel -→ Pavle!.

| Nőnem     |    |              |
| -a végűek | -o | Lenko, Aleno |

- Az -e végű nőnemű főnevek végződése nem változik (pl.: Marie!, Lucie!).

### Birtokos névmások
| Já       | můj slovník (masc.)                             | az én szótáram                 |
| Já       | moje/má kniha (fem.)                            | az én könyvem                  |
| Já       | moje/mé auto (neut.)                            | az én autóm                    |
| Ty       | tvůj pokoj (masc.)                              | a te szobád                    |
| Ty       | tvoje/tvá učebnice (fem.)                       | a te tankönyved                |
| Ty       | tvoje/tvé pero (neut.)                          | a te tollad                    |
| On       | jeho slovník/kamarádka/rádio (masc./fem./neut.) | az ő szótára/barátnője/rádiója |
| Ona      | její obraz/lampa/okno (masc./fem./neut.)        | az ő képe/lámpája/ablaka       |
| My       | náš učitel (masc.)                              | a mi tanárunk                  |
| My       | naše učitelka (fem.)                            | a mi tanárnőnk                 |
| My       | naše auto (neut.)                               | a mi autónk                    |
| Vy       | váš student (masc.)                             | a ti diákotok                  |
| Vy       | vaše studentka (fem.)                           | a ti diákotok (nő)             |
| Vy       | vaše město (neut.)                              | a ti városotok                 |
| Oni, Ony | jejich dům/škola/auto (masc./fem./neut.)        | az ő házuk/iskolájuk/autójuk   |